# Iulian Miu
Iulian Ilie Miu (Roșiorii de Vede, 21 gennaio 1976) è un ex calciatore rumeno, di ruolo difensore.

## Palmarès

### Club

#### Competizioni nazionali
- Campionato rumeno: 3

Steaua Bucarest: 1996-1996, 1997-1998, 2000-2001
- Coppa di Romania: 2

Steaua Bucarest: 1996-1997, 1998-1999
- Supercoppa di Romania: 1

Steaua Bucarest: 1998
- Seconda divisione turca: 1

Bursaspor: 2005-2006